# Anastasia Bavykina
Anastasia Albertovna Bavykina (em russo:Анастасия Альбертовна Бавыкина;Moscou,6 de julho de 1992) é uma voleibolista russa que atua na posição de Ponteira,mas também pode desempenhar a função de oposta.A partir da temporada 2015-2016,Bavykina. passou a defender a equipe do Dínamo Moscou.
É casada desde 2012,com o assistente técnico do Dínamo Moscou,Alexei Dvornikov.Em 2015 de formou na Universidade Estadual de Cultura Física,sendo diplomada em Educação Física.

## Clubes
| Clube               | De        | A         |
| ------------------- | --------- | --------- |
| Loutch-SHVSM        | 2008-2009 | 2009-2010 |
| Zaretchie Odintsovo | 2010-2011 | 2010-2011 |
| Loutch Moscou       | 2011-2011 | 2011-2011 |
| Zaretchie Odintsovo | 2011-2012 | 2014-2015 |
| Dínamo Moscou       | 2015-2016 | …         |

## Conquistas

### Seleção
- 2014  - Grand Prix
- 2015  - Uníversíada de Verão

### Clubes
- 2013-2014  - Challenge Cup